# 约瑟夫·赖特 (1906年)
小约瑟夫·赖特（英語：Joseph Wright，1906年3月28日—1981年6月7日），加拿大男子赛艇运动员。他曾代表加拿大参加1928年和1932年夏季奥林匹克运动会赛艇比赛，其中1928年奥运会获得一枚银牌。

## 家庭
父亲老约瑟夫·赖特。